# アンジェラ・ジョンソン
アンジェラ・ジョンソン（Angela Johnson, 1972年 - ）は、アメリカ合衆国の女性歌手、作詞家、作曲家、音楽プロデューサーである。

## バイオグラフィ
- ニューヨーク州Uticaという町で生まれ育つ。幼少期からゴスペル・クワイアに参加し、4歳からピアノ、9歳からヴァイオリンをはじめた。10代の時には教会のオルガン奏者とクワイアの音楽ディレクターを務めていた。ニューヨーク州立バーチェイス大学に入学し、作曲理論を学ぶ。大学での最初の2年の専攻はヴァイオリンだった。
- 大学在学中の1992年に大学仲間であるジョン・クリスチャン・アーチ（ヴォーカル・ドラム）、ヴィクター・アクセルロッド（キーボード）、アーネスト・エイブルー（パーカッション）の4人でクーリーズ・ホット・ボックス（Cooly's Hot Box）を結成し、デビュー。クーリーズ・ホット・ボックス名義の楽曲「Make Me Happy」のリミックスをDj Spinnaが手掛け、日本でもクラブヒットする。
- 2000年に日本のR&BシンガーDOUBLEの『Angel』をプロデュース。
- 2002年にソロ・アルバム『They Don't Know』をリリース。
- 2004年に『Got To Let It Go』をリリース。
- 2008年に『A Woman's Touch』をリリース。

## ディスコグラフィ

### アルバム
|     | タイトル         | 発売日 |
| 1st | They Don't Know  | 2002年 |
| 2nd | Got To Let It Go | 2004年 |
| 3rd | A Woman's Touch  | 2008年 |

## 出演
- ザ・サイレンサー MAGNUM357 CODENAME : SILENCER, BODY COUNT （1994）